# Distrito de Talavera
El distrito de Talavera es uno de los 19 que conforman la provincia de Andahuaylas, ubicada en el departamento de Apurímac en el Sur del Perú.
Desde el punto de vista jerárquico de la Iglesia católica forma parte de la Diócesis de Abancay la cual, a su vez, pertenece a la Arquidiócesis de Cusco.

## Historia
El distrito fue creado mediante Ley del 21 de junio de 1825.

## Población
De acuerdo al censo nacional 2007, el distrito de Talavera tiene una población de 16 649 hab.
Dato Valor 
fuente inei 2007
Población total 16.649 
Hombres 8.207 
Mujeres 8.442 
% hombres 49,29 
% mujeres 50,71 
ranking provincial 4 / 80 
ranking nacional 297 / 1.833

## Superficie
El distrito tiene un área de 148.22 km².

## Capital
La ciudad de Talavera es capital del distrito. La tierra es llamada así por el español que gobernó y puso el nombre de la ciudad castellana de Talavera de la Reina.

## Autoridades

### Municipales
- 2011-2014[3]
  - Alcalde: Juan Andía Peceros, del Partido Unión por el Perú (UPP).
  - Regidores: Celestino Alarcón Gutiérrez (UPP), Rubén Lino La Serna Alfaro (UPP), Victoria Buleje Marquina (UPP), Gina Natali Gutiérrez Choque (UPP), Janz Ruiz Quispe  (Kallpa).
- 2007-2010
  - Alcalde: Juan Ricardo Reynoso Gutiérrez.

## Festividades
- Santiago